# Јозеф Велкер
Јозеф Велкер (Равно Село, 5. децембар 1912 — Кливленд, 29. новембар 1995) био је југословенски и српски фудбалер.

## Биографија
Рођен је у бачком месту Равно Село (некада Шове) и попут већине мештана из тог периода, био је немачке националности. Гимназију је завршио у Новом Саду. Када је имао 18 година, спазили су га представници УАК-а (Újvidéki atlétikai klub) и довели га да игра за новосадски тим. Најчешће је играо на позицији левог крила. У јесен 1937. године, догодио се до тада највећи трансфер у историји новосадског фудбала, пошто је Велкер, у то време један од најбољих фудбалера у држави, прешао из УАК-а у Војводину. Већ од 1941. године Велкер није играо, пошто се Други светски рат проширио и на Југославију, па је Војводини забрањен рад, а имовина јој је одузета. Ипак, пред крај рата, почело се са радом на обнављању ФК Војводина и Велкер се већ тада вратио међу црвено-беле. За Војводину је наставио да игра све до 1951. године, када је клуб успео да избори пласман у Прву савезну лигу Југославије. Од дреса Војводине се опростио на пријатељској утакмици против Сарајева. Сматра се најбољим играчем Војводине у периоду пре Другог светског рата.
За А репрезентацију Краљевине Југославије наступио је три пута и постигао један погодак.
По завршетку каријере, одселио се у Сједињене Америчке Државе код породице своје супруге Кети, коју је упознао још 1931. године. Заједно су провели више од шест деценија, а Велкер је преминуо 29. новембра 1995. године у Кливленду, држава Охајо.